# 껄떡쇠
"껄떡쇠"(Kul-duk-soi)는 한국에서 제작된 김진국 감독의 1989년 드라마 영화이다. 이진영 등이 주연으로 출연하였고 이낙훈 등이 제작에 참여하였다.

## 출연

### 주연
- 이진영
- 성미진

### 조연
- 김인문
- 김하림
- 주호성
- 박용팔
- 민복기

## 기타
- 제작담당: 강성훈
- 촬영부: 이종녕
- 촬영부: 황서식
- 촬영부: 김종윤
- 조명: 이민부
- 조명부: 송훈
- 조명부: 이석재
- 조명부: 김대영
- 스틸: 김명락
- 조감독: 경석호
- 스크립터: 이기원
- 스크립터: 고은호
- 녹음: 김병수
- 녹음: 소원정
- 미용: 투영미용실
- 분장: 안근호
- 의상: 이해윤
- 소품: 이태우
- 소품: 정민영
- 소품: 김성기
- 현상: 세방현상소
- 효과: 양대호